# Phlegyer

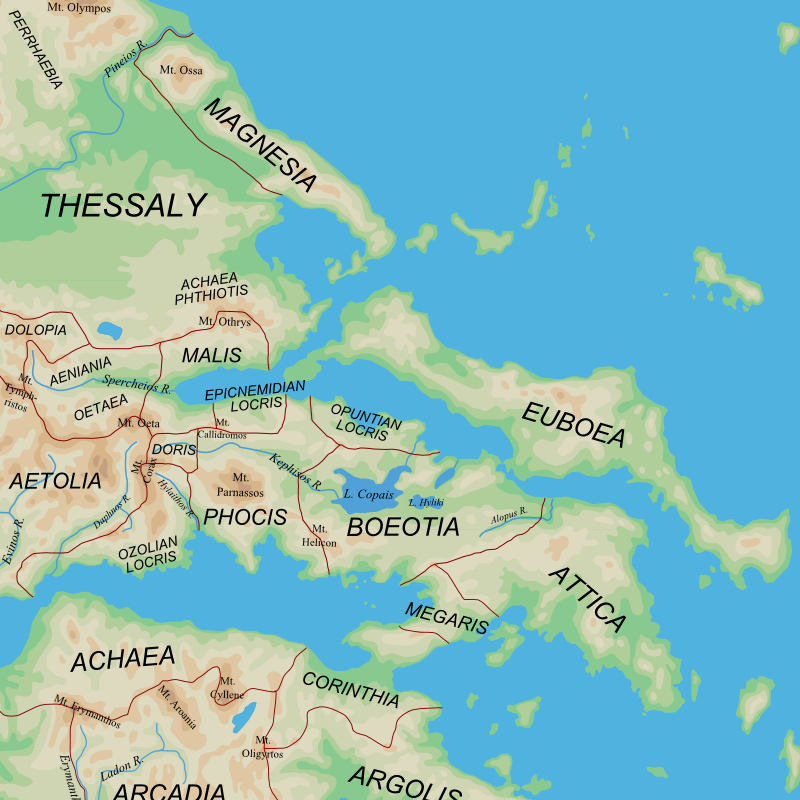
Siedlungsgebiete der Phlegyer: Thessalien, Phokis, Boiotien und Arkadien (ganz unten)

Die Phlegyer (altgriechisch Φλεγύαι / Phlegyai) waren ein Volksstamm im antiken Griechenland.
Ihren Hauptwohnsitz hatten sie in Thessalien. Sie siedelten aber ebenso in Mittelgriechenland, wo neben Boiotien die phokische Stadt Panopeus ihr Zentrum war und die Phlegyer als Hauptträger des Asklepios-Kultes hervortraten. Auch in Arkadien sollen sie sich niedergelassen haben.
Wie bei den meisten Völkerschaften jener Zeit sind Historie und Legenden schwer auseinanderzuhalten. In der griechischen Mythologie galten die Phlegyer als räuberisches und gewalttätiges Volk, deren Hauptstadt das thessalische Gyrton war. Sie kämpften im Trojanischen Krieg und eroberten unter ihrem König Eurymachos die Stadt Theben. Der rauflustige Phorbas köpfte Reisende auf der heiligen Straße nach Delphi.
Als Ahnherr des Volksstammes wird Phlegyas genannt. Die Legende nimmt hier Bezug auf die boiotische Niederlassung der Phlegyer und bezeichnet ein Königtum im Landkreis von Orchomenos als Ursprung, einer Stadt der Minyer. Die Gegend hieß vordem Andreïs, nach Andreus, dem Vater des Eteokles. Nach Eteokles’ Tod übernahm Phlegyas die Herrschaft, und das Land wurde in Phlegyantis (Φλεγυαντίς) umbenannt. Der neue König gründete die Stadt Phlegya, wo er „die streitbarsten der Griechen“ um sich sammelte. Zuletzt sollen die Phlegyer dort von den Aiolern vernichtet worden sein.
Beim Verhältnis zu Apollon und dessen Sohn Asklepios liefert die Mythologie diametrale Widersprüche. Einerseits soll Phlegyas das Asklepios-Heiligtum angezündet und die Phlegyer den delphischen Tempel niedergerissen haben usw., andererseits huldigte der Volksstamm dem Heilgott und galt als Günstling seines Vaters Apollon. Die Erklärung dafür ist, dass sich die jeweiligen Erzählungen auf unterschiedliche Phlegyer-Stämme (Thessalien, Boiotien, Phokis) beziehen.